# کیم (سیگار)
کیم  (به انگلیسی: Kim) یک برند سیگار ایجاد شده در آلمان غربی است؛ که توسط بریتیش امریکن توباکو تولید می‌شده است. این برند در دهه ۱۹۴۰ پایه‌گذاری گردید.
تولید سیگارهای این برند از سال ۲۰۰۹ متوقف شده‌است.